# Indietronica
Indietronica lub Indie electronic – gatunek muzyczny, który narodził się z połączenia elementów electroniki, indie rocka i rocka. Powstał w latach 90., kiedy to zespoły pokroju Stereolab i Disco Inferno postanowiły grać muzykę indierockową z wykorzystaniem wyłącznie elektronicznych instrumentów. Często elektroniczne wpływy czerpią z awangardy (IDM, Glitch).

## Przedstawiciele gatunku
Grateful Dead, Stereolab, M.I.A., MGMT, The Postal Service, M83, Hot Chip, Death from Above 1979, Lali Puna, Justice, Niki and the Dove, Caribou, Friendly Fires, Disco Inferno